# .za
.za為南非的國家及地區頂級域名（ccTLD），於1990年開始使用。.za域名由南非域名管理局負責維護管理。大多數域名都在二級域名.co.za下註冊。
ZA是荷蘭語（南非）的縮寫。

## 管理
南非的官方名稱不能縮寫為ZA，其為荷蘭語（南非）的縮寫。1961年之前，荷蘭語一直是南非聯邦的官方語言；到1983年，南非語完全取代荷蘭語官方語言的地位。在南非語中，是南非的標準拼寫，但.sa域名已經被沙特阿拉伯所使用。自1936年以來，南非的國際車輛註冊代碼一直是「ZA」。此外，南非的航空器註冊編號前綴亦以Z開頭。

## 二級域名
.za具有二級域名（SLD）結構。

### 已批准
- .ac.za：南非學術與高等教育學會[8]
- .co.za：南非人、非南非人及實體普遍使用
- .edu.za：南非再培訓教育與私立大學
- .gov.za：南非政府及其部門與實體
- .law.za：南非律師事務所
- .mil.za：南非國防部（英语：Department of Defence (South Africa)）及其機構
- .net.za：主要面向網絡與互聯網基礎設施提供商
- .nom.za：個人名稱，非組織
- .org.za：主要面向南非的非商業實體
- .school.za：適用於南非的學校
  - .ecape.school.za：東開普省
  - .fs.school.za：自由邦省
  - .gp.school.za：豪登省
  - .kzn.school.za：夸祖魯-納塔爾省
  - .mpm.school.za：普馬蘭加省
  - .ncape.school.za：北開普省
  - .lp.school.za：林波波省
  - .nw.school.za：西北省
  - .wcape.school.za：西開普省
- .web.za：南非人及非南非人普遍使用

### 凍結中
- .alt.za：歷史註冊者
- .ngo.za：適用於非政府組織；新註冊需要等待南非域名管理局進行公眾諮詢程序
- .tm.za：適用於商標；等待南非域名管理局批准建立

## 統計
目前，約有29.39%的.za域名通過安全的HTTPS協議提供服務，其中Let's Encrypt Authority X3是最受歡迎的SSL證書。Apache是最受歡迎的網頁伺服器，服務66.56%的.za域名；其次是Microsoft-IIS，服務11.60%的.za域名。域名中最常見的第一個字符是「c」，10.76%的.za域名以這個字符開頭。

## 外部連結
- IANA .za whois information （页面存档备份，存于）
- ZADNA （页面存档备份，存于）
- .co.za domain registration website （页面存档备份，存于）